# Istočno Sarajevo
Istočno Sarajevo (en serbe cyrillique : Источно Сарајево; en français: Sarajevo orientale), autrefois appelée Srpsko Sarajevo, est une ville (au sens administratif) de Bosnie-Herzégovine. Elle est située dans l'est de la ville de Sarajevo et fait partie de la république serbe de Bosnie. Selon les premiers résultats du recensement bosnien de 2013, elle compte 64 966 habitants.

## Histoire

### Étymologie et formation
Istočno Sarajevo signifie en serbe Sarajevo orientale. Une partie de la ville est en effet constituée de quartiers ayant fait partie de Sarajevo jusqu'à la guerre des années 1990, et qui ont été inclus dans la république serbe de Bosnie à la suite des accords de Dayton de 1995 : ceci concerne notamment les municipalités (sous-divisions de la ville) d'Istočno Novo Sarajevo, Istočna Ilidža et Istočni Stari Grad. D'autres municipalités telles que Pale, Sokolac et Trnovo, plus grandes en superficie et formées essentiellement de zones rurales et suburbaines, existaient en tant que telles avant la guerre. Il est à noter que Pale avait la fonction de capitale de la république serbe de Bosnie du début de la guerre à 1998 (date à laquelle celle-ci a été transférée à Banja Luka); et qu'elle a joué un rôle stratégique pour les forces serbes pendant le siège de Sarajevo.

## Organisation administrative

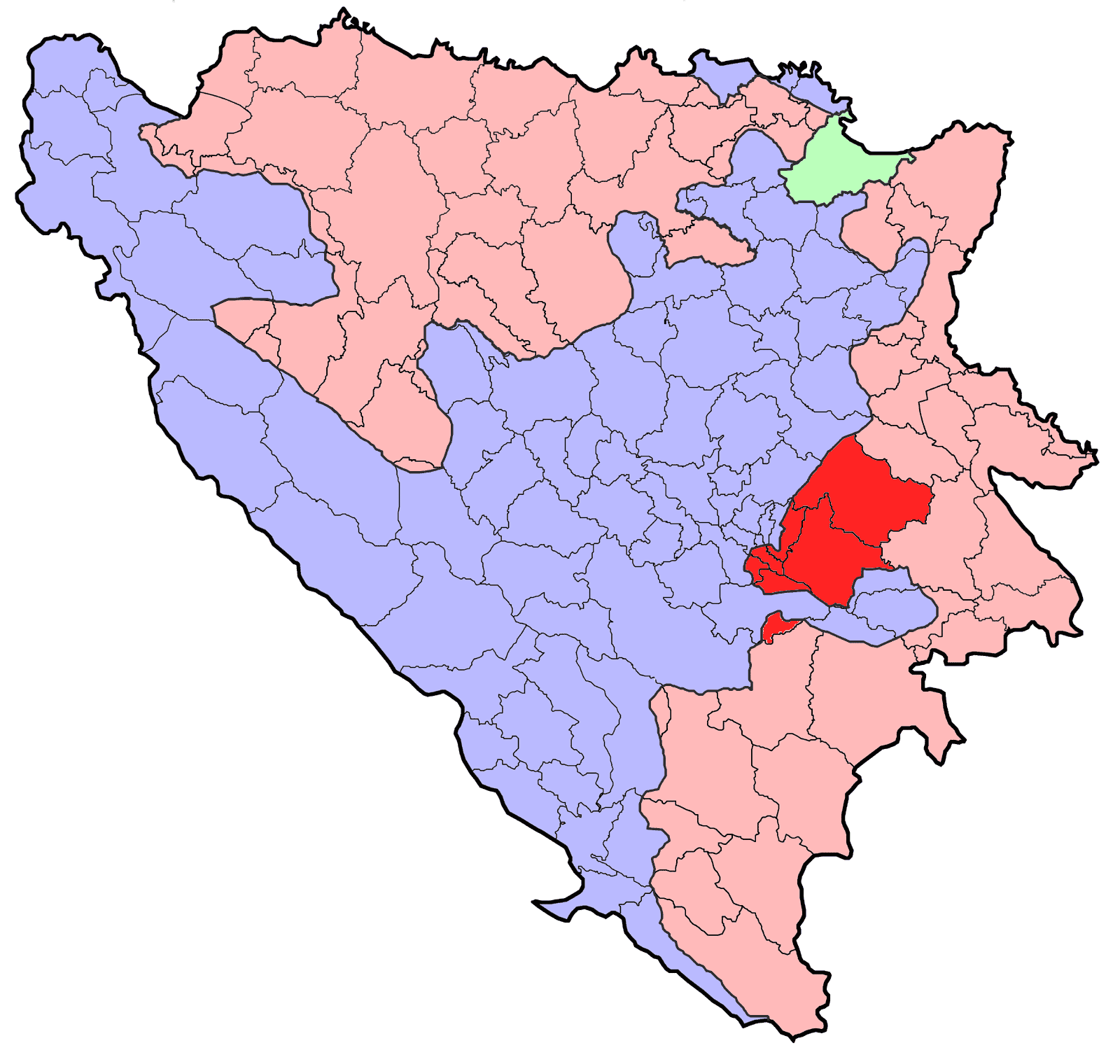
Localisation de la ville d'Istočno Sarajevo en Bosnie-Herzégovine

Six municipalités forment le territoire de la ville d'Istočno Sarajevo :
- Istočna Ilidža
- Istočno Novo Sarajevo
- Istočni Stari Grad
- Pale
- Sokolac
- Trnovo

## Politique
À la suite des élections locales de 2012, les 31 sièges de l'assemblée municipale se répartissaient de la manière suivante :
| Parti                                               | Sièges |
| --------------------------------------------------- | ------ |
| Parti démocratique serbe (SDS)                      | 16     |
| Alliance des sociaux-démocrates indépendants (SNSD) | 7      |
| Parti du progrès démocratique (PDP)                 | 5      |
| Parti démocratique national (NDS)                   | 1      |
| Parti radical serbe (SRS)                           | 1      |
| Mouvement pour notre ville                          | 1      |

Nenad Samardžija, membre du Parti démocratique serbe (SDS), a été élu maire de la ville.

## Tourisme
On trouve plusieurs églises orthodoxes dans la ville: l'église de la Dormition de Marie (à Pale), du XIXe siècle, et l'église de saint-Basile d'Ostrog (en serbe: Sveti Vasilije Ostroški) dans Istočna Ilidža; celle-ci fut construite juste avant la guerre, durement endommagée pendant celle-ci puis reconstruite en 1998.